# Girardinichthys
Girardinichthys är ett släkte av fiskar. Girardinichthys ingår i familjen Goodeidae.
Kladogram enligt Catalogue of Life:
| Girardinichthys | \| \| Girardinichthys ireneae \| \| \| \| \| \| Girardinichthys multiradiatus \| \| \| \| \| \| Girardinichthys viviparus \| \| \| \| |
|                 | \| \| Girardinichthys ireneae \| \| \| \| \| \| Girardinichthys multiradiatus \| \| \| \| \| \| Girardinichthys viviparus \| \| \| \| |
|                 | Allodontichthys |
|                 | |
|                 | Alloophorus |
|                 | |
|                 | Allotoca |
|                 | |
|                 | Ameca |
|                 | |
|                 | Ataeniobius |
|                 | |
|                 | Chapalichthys |
|                 | |
|                 | Characodon |
|                 | |
|                 | Crenichthys |
|                 | |
|                 | Empetrichthys |
|                 | |
|                 | Goodea |
|                 | |
|                 | Hubbsina |
|                 | |
|                 | Ilyodon |
|                 | |
|                 | Skiffia |
|                 | |
|                 | Xenoophorus |
|                 | |
|                 | Xenotaenia |
|                 | |
|                 | Xenotoca |
|                 | |
|                 | Zoogoneticus |
|                 | |
|                 | Girardinichthys ireneae |
|                 | |
|                 | Girardinichthys multiradiatus |
|                 | |
|                 | Girardinichthys viviparus |
|                 | |

|  | Girardinichthys ireneae       |
|  |                               |
|  | Girardinichthys multiradiatus |
|  |                               |
|  | Girardinichthys viviparus     |
|  |                               |